# Sofia Pernas
Sofia Pernas (Ifrán, 31 de julio de 1989) es una actriz y modelo marroquí-estadounidense. Protagonizó la serie de la NBC The Brave y la serie de acción y aventuras de Paramount+, Blood & Treasure.

## Primeros años
Pernas nació en Ifrán, Marruecos, sin embargo, se trasladó a Estados Unidos cuando tenía cinco años. Creció en Orange, California.
Su madre es marroquí, mientras que su padre es un español; ambos son políglotas, por ello, habla cuatro idiomas: árabe, inglés, español, alemán y un poco de gallego.[cita requerida] Aunque en un principio tenía previsto dedicarse al periodismo, se decantó por el modelaje y la interpretación después de ser cazatalentos.[cita requerida]

## Carrera
Pernas interpretó a Marisa Sierras en The Young and the Restless de 2015 a 2017, y apareció en la telenovela Jane the Virgin de 2016 a 2017. Protagonizó el papel de Hannah Rivera en la serie de la NBC The Brave de 2017 a 2018, y desde 2019 interpreta a Lexi Vaziri en la serie de la CBS Blood & Treasure'.

## Vida personal
En mayo de 2020, Pernas inicio una relación sentimental con Justin Hartley, su compañero de reparto en la serie The Young and the Restless. Se casaron en marzo de 2021.